# گرانیک اسید
گرانیک اسید (به انگلیسی: Geranic acid) با فرمول شیمیایی C۱۰H۱۶O۲ یک ترکیب شیمیایی با شناسه پاب‌کم ۵۲۷۵۵۲۰ است. که جرم مولی آن ۱۶۸٫۲۴ g/mol می‌باشد. شکل ظاهری این ترکیب، مایع روغنی است.